# Daniel Hain
Daniel Hain (Essen, 19 luglio 1985) è un ex cestista tedesco.

## Palmarès
- Campionato tedesco: 1

EWE Baskets Oldenburg: 2008-2009
- Supercoppa tedesca: 1

EWE Baskets Oldenburg: 2009